# Дегенерия
Дегене́рия (лат. Degeneria) — род цветковых растений из монотипного семейства Дегене́риевые (лат. Degeneriaceae). Один или два вида распространены на островах Фиджи.
Согласно Системе классификации APG II семейство Дегенериевые входит в порядок Магнолиецветные группы магнолииды.
Род назван в честь Отто Дегенера (1899—1988) — американского ботаника, исследователя флоры Тихого океана.

## Описание
Дегенерия — стройное невысокое дерево.
Листья простые, цельные, перистонервые, без прилистников.
Цветки одиночные, на длинных цветоножках, расположенных под пазухами листьев. Опыляется специфичными жуками из семейства блестянок — гаптонкус Тахтаджяна (Haptoncus takhtajani).
Плод продолговатый, длиной около 5 см, многосемянный.
Семена примечательны тем, что зародыш дегенерии никогда не бывает двудольным: обычно он с тремя семядолями, а изредка — с четырьмя (подобное строение зародыша наблюдается также у некоторых видов магнолии).
Дегенерия признана ботанической сенсацией века за крайнюю примитивность строения.

## Виды
Род включает два вида
- Degeneria roseiflora John M.Mill. (1988) — этот вид обычно рассматривается как подвид дегенерии фиджийской: Degeneria vitiensis subsp. roseiflora (John M.Mill.) Doweld (2003)
- Degeneria vitiensis I.W.Bailey & A.C.Sm. (1942) — Дегенерия фиджийская; описана в 1942 году по материалам, собранным Альбертом Смитом в 1934, а также Отто Дегенером в 1941 годах.